# Clark Mills (bådebygger)
 For alternative betydninger, se Clark Mills. (Se også artikler, som begynder med Clark Mills)
Clark Mills (1915 i Michigan – 11. december 2001) var en amerikansk båddesigner og bådebygger.
Han er bedst kendt for at designe billige og praktiske både som optimistjollen, Windmill, Com-Pac 16 og andre. Han begyndte at bygge både før 2. Verdenskrig og efter krigen åbnede han Mills Boat Works i Clearwater, Florida.